# 고부천
고부천(古阜川)은 전북특별자치도 고창군 신림면 도림리에서 발원해서 전북특별자치도 부안군 동진면 장등리에서 동진강에 유입되는 전북특별자치도의 하천이다. 《신증동국여지승람》에는 눌제천(訥堤川)이나 눌천(訥川)으로 되어 있다. 지류로는 소성천과 운흥천 등이 있으며, 소성천을 합류하기까지의 구간은 흥덕천(興德川)으로도 불리기도 한다.